# Franklin Bulls
Los Franklin Bulls es un equipo de baloncesto neozelandés que compite en la NBL, la primera división del país. Fundado en 2020, tiene su sede en la ciudad de Pukekohe, Auckland. Disputa sus partidos en el Franklin Pool and Leisure Centre, con capacidad para 1100 espectadores.

## Historia
En julio de 2019, a los Franklin Bulls se les concedió la entrada condicional a la Liga Nacional de Baloncesto para la temporada 2021. Sin embargo, tras la retirada de los Southern Huskies y Super City Rangers, los Bulls aceleraron su proceso para completar un conjunto de requisitos establecidos por la liga y, en noviembre de 2019, se les concedió la entrada a la NBL para la temporada 2020.
Debido a la pandemia de COVID-19, la temporada 2020 se suspendió al principio indefinidamente. La liga regresó en un formato reducido con sede íntegramente en Auckland en The Trusts Arena, también incluyó el primer y único draft de jugadores. El equipo terminó quinto en la temporada regular con un récord de 7-7 y perdió 99-90 en la final eliminatoria contra los Taranaki Mountainairs.
Las dos temporadas siguientes no lograron clasificarse para los playoffs, algo que finalmente lograron en la temporada 2023. Terminaron la temporada regular en cuarto lugar con un récord de 12-6 de cara a su primera serie de play-off. Derrotaron fácilmente a los Wellington Saints 124-104 en el primer partido, alcanzando la semifinal contra los Auckland Tuatara, en la que perdieron 92–67.

## Trayectoria
Nota: PJ = Partidos jugados, G = Ganados, P = Perdidos, % G-P = Porcentaje de victorias
| Temporada | PJ | G  | P  | % G-P | Clasificación | Playoffs                                                                                        |
| 2020      | 14 | 7  | 7  | .500  | 5.º           | Pierde final eliminatoria, 90–99 (Taranaki Mountainairs)                                        |
| 2021      | 18 | 5  | 13 | .278  | 8.º           | No se clasificó                                                                                 |
| 2022      | 18 | 7  | 11 | .389  | 8.º           | No se clasificó                                                                                 |
| 2023      | 18 | 12 | 6  | .667  | 4.º           | Gena final eliminatoria, 124–104 (Wellington Saints) Pierde Semifinal, 67–92 (Auckland Tuatara) |